# Oostenrijkse erebia
De Oostenrijkse erebia (Erebia styx) is een vlinder uit de onderfamilie Satyrinae van de familie Nymphalidae, de vossen, parelmoervlinders en weerschijnvlinders.
De Oostenrijkse erebia komt lokaal voor in de Alpen. De vlinder vliegt op hoogtes van 600 tot 2200 meter boven zeeniveau. De soort leeft meestal op kalksteen op grazige rotsachtige vlaktes.
De soort vliegt in een jaarlijkse generatie van juli tot in september. De rupsen overwinteren in het eerste stadium. De rups verpopt in juni of juli. De volledige ontwikkeling kan in de hooggelegen gebieden (met name in Zwitserland) twee jaar zijn - de rups overwintert dan tweemaal. De waardplant van de Oostenrijkse erebia is Sesleria varia.